# Jüdische Gemeinde Ennery
Eine jüdische Gemeinde in Ennery, einer französischen Gemeinde im Département Moselle in Lothringen, entstand Anfang des 17. Jahrhunderts.

## Geschichte
Die ersten jüdischen Familien sind für 1608 bezeugt. Ein Betsaal oder eine Synagoge wird 1653 erwähnt und muss schon einige Zeit vorher existiert haben. 1649 waren fünf und 1661 sieben Familien in Ennery gegen Zahlung eines Schutzgeldes zugelassen. Die jüdische Gemeinde besaß schon damals eine Schule (Cheder) mit einem angestellten Lehrer. Die jüdische Gemeinde gehörte ab 1808 zum israelitischen Konsistorialbezirk Metz.

## Synagoge

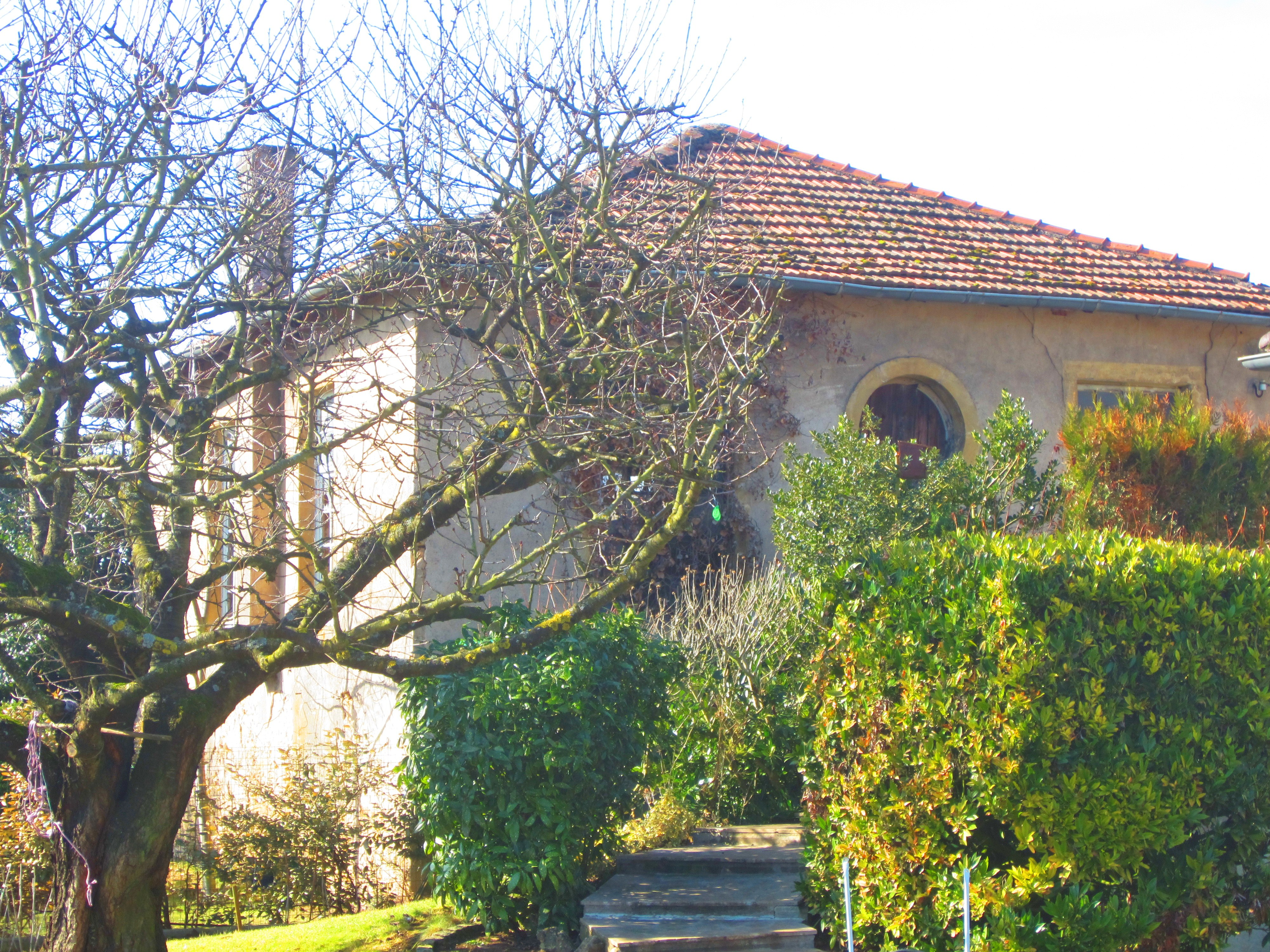
Synagoge in Ennery

Die 1740 bis 1750 erbaute alte Synagoge in einem Privathaus wurde im 19. Jahrhundert zu eng und baufällig. Deshalb wurde 1819 eine neue erbaut, eine der ersten Synagogen nach der 1791 erfolgten Emanzipation der Juden in Frankreich. Lazard Lévy, ein Mitglied der jüdischen Gemeinde, stellte ein Grundstück hinter seinem Haus für den Bau zur Verfügung. Dieses Vorderhaus, das die Synagoge von der Straße (Rue des Jardins Nr. 7) her verdeckt, wurde 1823 das Wohnhaus des ministre-officiant, der von der jüdischen Gemeinde angestellt wurde. Die Synagoge musste ausschließlich von der jüdischen Gemeinde finanziert werden und diente auch den jüdischen Bewohnern der umliegenden Orte Ay-sur-Moselle, Argancy, Flévy, Talange und Trémery. 1851 wurde die Synagoge vergrößert, um der steigenden Zahl der Gemeindemitglieder gerecht zu werden.
Im Jahr 1940 wurde in der Synagoge zu Pessah der letzte Gottesdienst abgehalten. Sie wurde schließlich 1963 an einen Privatmann verkauft und wird als Lagerraum genutzt. Seit 1984 ist die Synagoge ein geschütztes Denkmal (monument historique).

## Gemeindeentwicklung
| Jahr | Gemeindemitglieder                           |
| ---- | -------------------------------------------- |
| 1649 | 5 Familien                                   |
| 1661 | 7 Familien                                   |
| 1789 | 24 Familien (66 katholische Familien im Ort) |
| 1830 | 190 Personen                                 |
| 1846 | 236 Personen                                 |
| 1937 | 7 Familien                                   |

## Friedhof
Der jüdische Friedhof in Ennery befindet sich am Ausgang des Ortes in Richtung Flévy. Er wurde im 18. Jahrhundert errichtet, als der jüdische Friedhof in Luttange aufgegeben wurde. Auf dem jüdischen Friedhof Ennery wurden auch die Toten der umliegenden Orte bestattet.